# Maanbloem

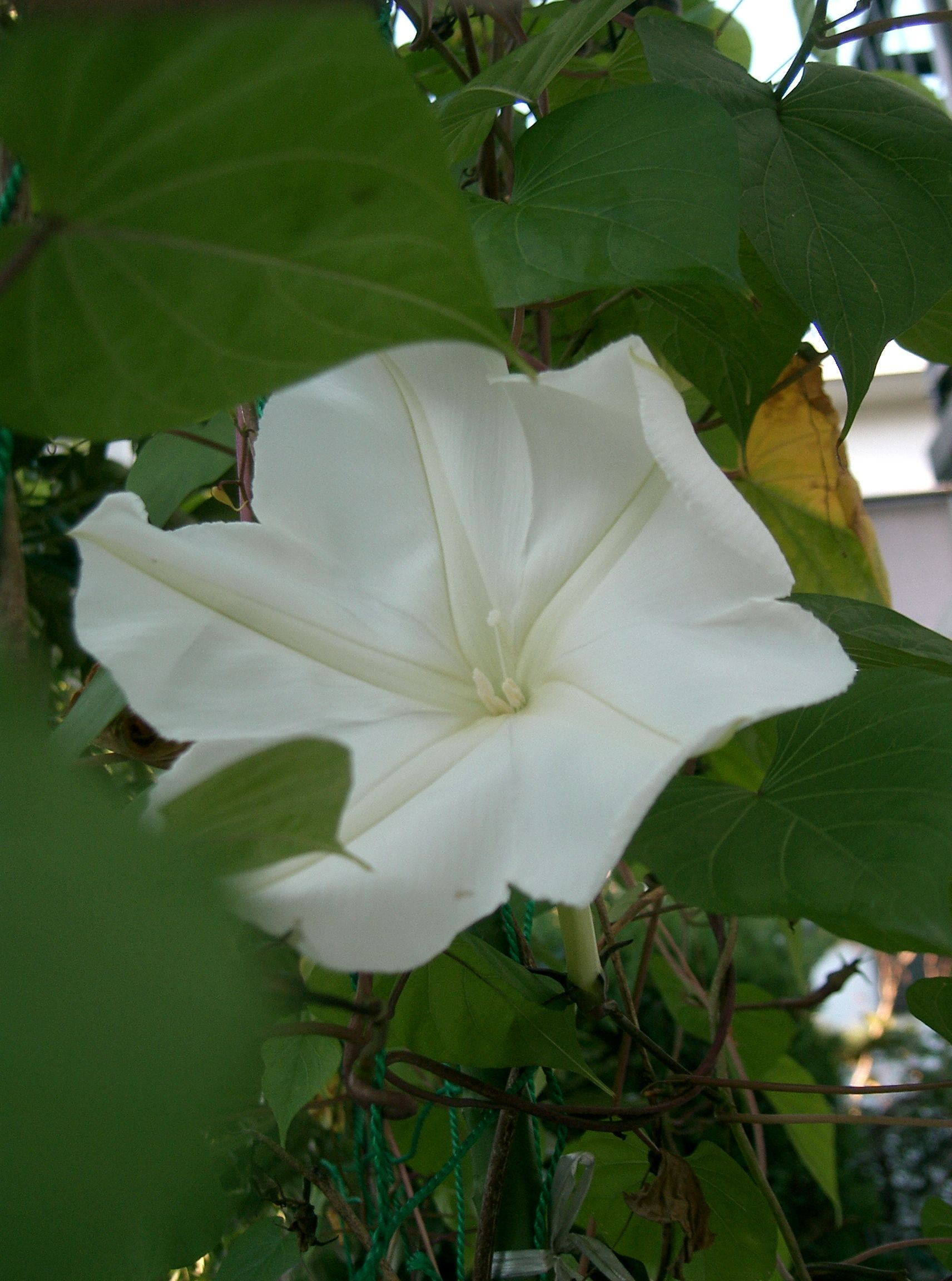

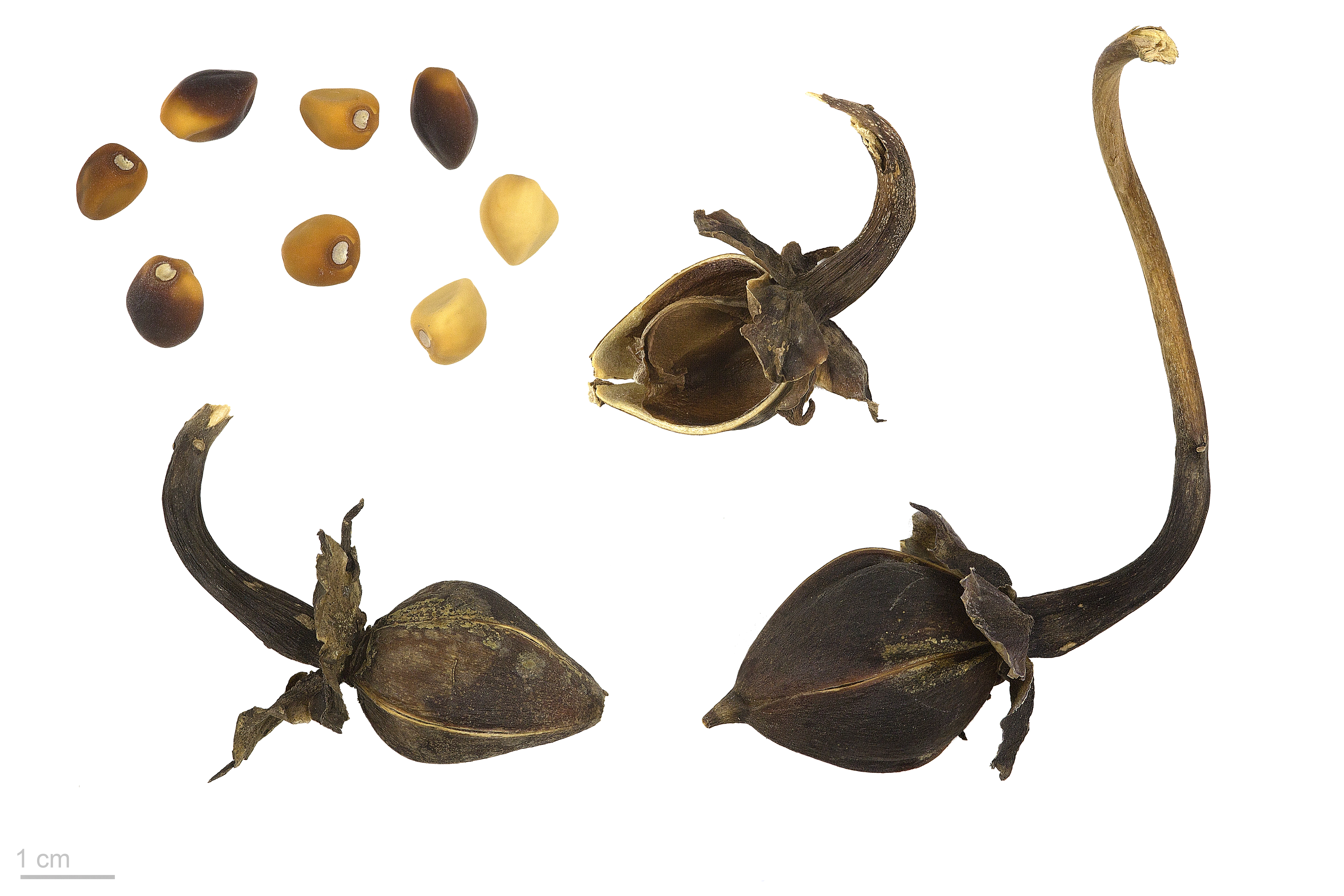
Ipomoea alba

De maanbloem (Ipomoea alba) is een plant uit de windefamilie (Convolvulaceae). 
Het is een krachtige, overblijvende klimplant met tot 5 m lange stengels. De stengels zijn vaak voorzien van kleine, knolachtige uitwassen. De bladeren zijn rond tot hartvormig met een spitse punt.
De maanbloem bloeit in de zomer. De bloemen zijn schotelvormig, wit aan de binnenkant, aan de buitenkant groenig en 7,5-14 cm breed. De kroonbuis is 7-15 cm lang. De bestuiving wordt uitgevoerd door nachtvlinders met een lange roltong.
De maanbloem komt overal in de tropen voor, waar deze vaak als onkruid wordt beschouwd. In België en Nederland kan de maanbloem ook in de tuin worden gehouden. Bij temperaturen beneden de -5 °C zal de plant tot aan de wortels afsterven, waarna hij in het voorjaar weer opkomt.
... · 
I. alba (Maanbloem) · 
I. aquatica (Waterspinazie) · 
I. batatas (Zoete aardappel) · 
I. cairica (Kairowinde) · 
I. indica · 
I. lobata (Spaanse vlag) · 
I. pes-caprae (Geitenhoefwinde) · 
I. quamoclit (Kardinaalswinde) · 
...